# ストーンズ・グロウ・ハー・ネーム
『ストーンズ・グロウ・ハー・ネーム』（Stones Grow Her Name）は、フィンランドのパワーメタルバンド、ソナタ・アークティカが2012年に発表した7作目のスタジオ・アルバム。

## 背景
「ルージング・マイ・インサニティ」は、トニー・カッコがアリ・コイヴネンに提供した曲のセルフ・カヴァーで、コイヴネンのヴァージョンはアルバム『フューエル・フォー・ザ・ファイア』（2007年）に収録されている。「ザ・デイ」の歌詞は、日本で2011年に勃発した東日本大震災の津波に基づいており、この日に破壊された家族が主役となっている。第1弾シングル曲「アイ・ハヴ・ア・ライト」は、本作収録曲の中でも最後に作られた曲だった。

## 反響
母国フィンランドのアルバム・チャートでは2週連続で1位を獲得し、バンドにとって『ウニア〜夢記(ゆめのしるし)』（2007年）以来の1位獲得アルバムとなった。フィンランド国内での売り上げは、2012年5月の時点で1万枚を突破している。
アメリカでは発売初週に2100枚を売り上げ、総合アルバム・チャートのBillboard 200には入らなかったが、『ビルボード』のトップ・ヒートシーカーズでは9位、ハード・ロック・アルバム・チャートでは19位、インディペンデント・アルバム・チャートでは43位に達した。

## 収録曲
全曲ともトニー・カッコ作。
1. オンリー・ザ・ブロークン・ハーツ（メイク・ユー・ビューティフル） - "Only the Broken Hearts (Make You Beautiful)" - 3:23
2. シットロード・オヴ・マネー - "Shitload of Money" - 4:52
3. ルージング・マイ・インサニティ - "Losing My Insanity" - 4:03
4. サムウェア・クローズ・トゥ・ユー - "Somewhere Close to You" - 4:13
5. アイ・ハヴ・ア・ライト - "I Have a Right" - 4:47
6. アローン・イン・ヘヴン - "Alone in Heaven" - 4:31
7. ザ・デイ - "The Day" - 4:14
8. シンダーブロックス - "Cinderblox" - 4:03
9. ドント・ビー・ミーン - "Don't Be Mean" - 3:17
10. ワイルドファイア、パート2 - ワン・ウィズ・ザ・マウンテン - "Wildfire, Part: II - One With the Mountain" - 7:53
11. ワイルドファイア、パート3 - ワイルドファイア・タウン、ポピュレーション:0 - "Wildfire, Part: III - Wildfire Town, Population: 0" - 8:01

### 日本盤ボーナス・トラック
1. ワン・トゥー・フリー・フォール - "One-Two-Free-Fall" - 3:49

## 参加ミュージシャン
- トニー・カッコ - ボーカル、キーボード
- エリアス・ヴィルヤネン - ギター
- ヘンリク・クリンゲンベリ - キーボード
- マルコ・パーシコスキ - ベース
- トミー・ポルティモ - ドラムス

ゲスト・ミュージシャン
- ティモ・コティペルト - バッキング・ボーカル(on #1, #2, #5, #6)
- Mika Mylläri - トランペット (on #2)
- Peter Engberg - アコースティック・ギター、ヴィオラ・カイピーラ、バンジョー(on #5, #6, #7, #8, #9)
- Pekka Kuusisto - ヴァイオリン(on #8, #9, #10, #11)
- Lauri Valkonen - ダブル・ベース(on #8, #11)
- Ana Lavender - スポークン・ワード(on #5)
- Mediocre Media Orge Choir - クワイア(on #2)
- Mikko P. Mustonen - オーケストレーション(on #11)